# Butyrivibrio crossotus
Butyrivibrio crossotus es una bacteria del género Butyrivibrio. Fue descrita en el año 1976. Su etimología hace referencia a borlas. Se describe como gramnegativa, aunque posiblemente sea grampositiva con pared delgada, como otras bacterias de la misma familia. Es anaerobia estricta y móvil por flagelación lofótrica polar o subpolar. Tiene un tamaño de 0,5-0,7 μm de ancho por 2-5 μm de largo. Crece de forma individual, en parejas o en cadenas cortas. Las colonias son circulares, convexas, lisas y translúcidas. Temperatura óptima de crecimiento de 37 °C. Se ha aislado de heces humanas. 